# Librydy
Librydy (LIB) – coroczny rój meteorów mający swój radiant w gwiazdozbiorze Wagi. Rój jest aktywny od 15 kwietnia do 30 kwietnia, osiągając w tym czasie kilka maksimów. Jego aktywność jest określana jako średnia, a obfitość wynosi 5 meteorów/h. Prędkość w atmosferze meteorów tego roju to 30 km/s.